# Ernst Winter
Ernst Winter (Alemania, 30 de octubre de 1907-1943) fue un gimnasta artístico alemán, campeón olímpico en Berlín 1936 en el concurso por equipos.

## Carrera deportiva
En las Olimpiadas de Berlín de 1936 ayuda a su equipo a conseguir el oro en el concurso por equipos, quedando situados en el podio por delante de suizos y finlandeses, y siendo sus compañeros: Konrad Frey, Alfred Schwarzmann, Willi Stadel, Inno Stangl, Franz Beckert, Matthias Volz y Walter Steffens.